# Enric Catà i Catà
Enric Catà i Catà   (Sant Feliu de Llobregat, 1878 - Barcelona, 1937) fou un arquitecte català.

## Biografia
Fill de Salvador Catà i Rossell, d'Arenys de Munt, i de Francisca Catà i Faura, de Sant Feliu de Llobregat, va cursar els seus primers estudis en els Escolapis de Terrassa. Durant el curs 1894-1895 va estudiar Batxillerat a Barcelona i el mateix 1895 va iniciar la carrera a l'Escola Superior d'Arquitectura, on l'any 1903 obtingué el títol d'arquitecte presentant com a projecte final de carrera una escola d'arts i oficis.
La carrera professional d'Enric Catà des dels inicis es desdoblarà entre la seva dedicació a la docència i l'exercici de la professió. A l'Escola Superior d'Arquitectura de Barcelona hi dedicarà més de vint-i-cinc anys, primer com a professor auxiliar i després com a catedràtic. La seva vessant de projectista estarà marcada pels vint anys d'exercici com a arquitecte municipal d'Arenys de Munt, al costat de notables obres construïdes a diverses poblacions de les demarcacions de Girona i Barcelona.
L'octubre de 1917 fou nomenat arquitecte municipal d'Arenys de Munt, càrrec que desenvoluparà fins a la seva mort el 1937. Per encàrrec de l'Ajuntament projectarà l'escola graduada, amb un primer projecte de l'any 1917 que restarà sense realitzar i, un altre de 1931-1933 que s'inaugura el 1937. Altres obres municipals seran: el pont sobre la riera de 1921, el Pla General d'Urbanització de 1932 i el Mercat i les cases pels mestres de l'any 1936. En data anterior al seu nomenament ja havia intervingut el 1907 en la restauració i ampliació de la casa pairal, Can Pau Bernadó, en el projecte de la capella del Santíssim de l'església parroquial, l'any 1913, i en un projecte de rentadors públics projectats entorn de 1915. Igualment durant l'etapa en què fou arquitecte municipal també redactarà nombrosos projectes d'obra privada a la població.

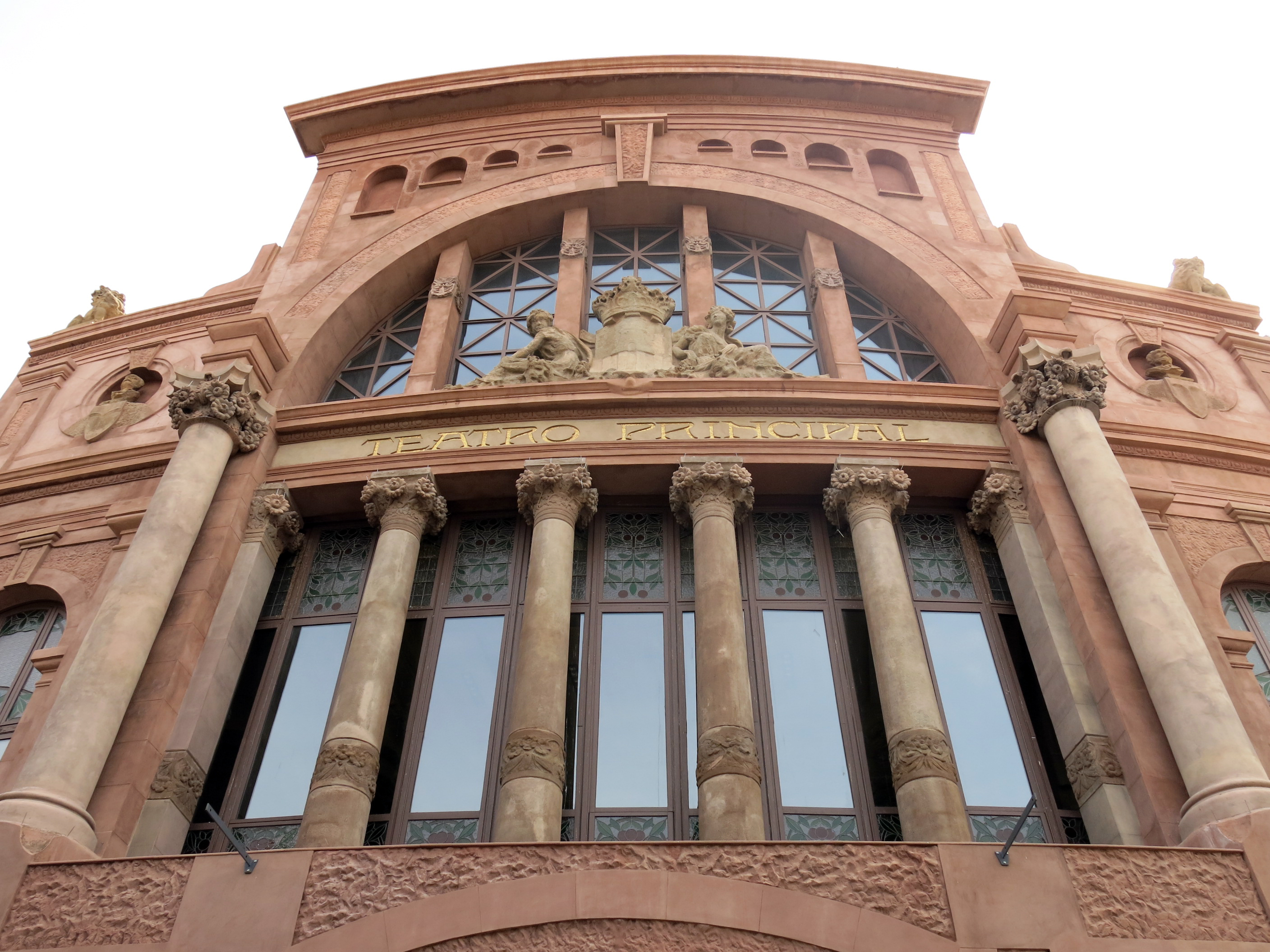
El Teatre Principal de Terrassa, obra de 1911 d'Enric Catà i Francesc Guàrdia

En els projectes de despatx Catà col·labora sovint amb altres arquitectes. Acabada la carrera col·labora en el despatx de l'arquitecte modernista Lluís Domènech i Montaner. L'any 1916 amb Eusebi Bona guanyen el concurs per la construcció de l'edifici de Correus i Telègrafs a la ciutat de Girona. També fruit d'un concurs, en aquest cas de l'any 1925, i també en col·laboració, ara amb Pedro Cendoya, és el projecte del Palau Nacional de Montjuïc construït per l'Exposició Internacional de Barcelona de l'any 1929. Col·laborant amb l'arquitecte Adolf Florensa, Catà construeix el Casal del Metge de Barcelona entre els anys 1929 i 1933.
La producció de Catà en solitari és extensa. A Girona projecta obres tan conegudes com les Destil·leries Regàs (1907) i les Destil·leries Gerunda (1911) del Pont Major i el Teatre Albéniz (1922). A Portbou, la reforma del Casino España (1923). A Palamós, el Grup Escolar (1925). A Reus, la Granja Roca Soldevila (1929). I a Barcelona, diverses cases burgeses malauradament desaparegudes.
Enric Catà i Catà va morir a Barcelona el gener de l'any 1937 quan fou atropellat per un cotxe en una cruïlla del Passeig de Gràcia. Havia arribat amb el tren procedent d'Arenys de Munt on hi estava enllestint les obres del Grup Escolar.